# Malang (Ngombol)
Malang is een bestuurslaag in het regentschap Purworejo van de provincie Midden-Java, Indonesië. Malang telt 645 inwoners (volkstelling 2010).